# 飛行管理装置
飛行管理装置（ひこうかんりそうち、英: Flight Management System:FMS）とは、航空機（主に旅客機、軍用機等）の飛行等を統括するアビオニクスシステムの総称である。

## 概要
FMSは、飛行管理コンピュータ（FMC:Flight Management Computer）、オートパイロット（Auto Flight System）、各種航法機器/慣性航法装置（INS:Inertial navigation system）/GPSの技術を一体化させた装置であり、エアバスA300（-600）、ボーイング757等1980年代以降に製造された現代の旅客機のほとんどに搭載されている。
FMCの入出力装置、CDU（Control Display Unit）はコックピットの座席横に配置されている場合が多く、このCDUからの入力情報を基に飛行ルートをナビゲーション・ディスプレイに表示したり、センサー類を基に慣性航法装置やGPSを利用した自動操縦を行ったりする。また、悪天候時及び着陸コースから大きくそれた場合などに計器着陸装置のローラカイザ、グライドパスの誘導電波を受信して自動的に着陸させたり、エンジン出力をコントロールしたりする事も可能であり、最新型の旅客機で普通に搭載されているアビオニクスである。
因みにボーイング747-400等の大型旅客機のCDUでは、ディスプレイの両横に6つずつ画面選択キーがあり、下にはアルファベット・数字のキーパッド等57個のキーが配置されている。
FMCが故障した場合でも、CDUに入力した航路情報を元にオートパイロットを使ったり、CDUを使って計器着陸装置等を手動で受信することは可能である。